# FIS wereldkampioenschappen snowboarden 2001
De wereldkampioenschappen snowboarden 2001 werden van 22 tot en met 28 januari 2001 gehouden in Madonna di Campiglio, Italië. Er stonden tien onderdelen op het programma, vijf voor mannen en vijf voor vrouwen. Het onderdeel slalom werd vervangen door het onderdeel parallelreuzenslalom.

## Medailles

### Mannen
| Onderdeel            | Goud                | Goud | Zilver          | Zilver | Brons             | Brons |
| -------------------- | ------------------- | ---- | --------------- | ------ | ----------------- | ----- |
| Halfpipe             | Kim Christiansen    | NOR  | Daniel Franck   | NOR    | Markus Hurme      | FIN   |
| Reuzenslalom         | Jasey-Jay Anderson  | CAN  | Dejan Kosir     | SLO    | Walter Feichter   | ITA   |
| Parallelreuzenslalom | Gilles Jaquet       | FRA  | Daniel Biveson  | SWE    | Stefan Kaltschütz | AUT   |
| Parallelslalom       | Nicolas Huet        | FRA  | Mathieu Chiquet | FRA    | Anton Pogue       | USA   |
| Snowboardcross       | Guillaume Nantermod | SUI  | Markus Ebner    | GER    | Alexander Maier   | AUT   |

### Vrouwen
| Onderdeel            | Goud          | Goud | Zilver           | Zilver | Brons                       | Brons |
| -------------------- | ------------- | ---- | ---------------- | ------ | --------------------------- | ----- |
| Halfpipe             | Doriane Vidal | FRA  | Stine Kjeldaas   | NOR    | Sari Grönholm               | FIN   |
| Reuzenslalom         | Karine Ruby   | FRA  | Isabelle Blanc   | FRA    | Dagmar Mair Unter der Eggen | ITA   |
| Parallelreuzenslalom | Ursula Bruhin | SUI  | Rosey Fletcher   | USA    | Manuela Riegler             | AUT   |
| Parallelslalom       | Karine Ruby   | FRA  | Isabelle Blanc   | FRA    | Carmen Ranigler             | ITA   |
| Snowboardcross       | Karine Ruby   | FRA  | Emmanuelle Duboc | FRA    | Dominique Vallée            | CAN   |

### Medaillespiegel
| Plaats | Land             | Goud | Zilver | Brons | Totaal |
| 1      | Frankrijk        | 6    | 4      | 0     | 10     |
| 2      | Zwitserland      | 2    | 0      | 0     | 2      |
| 3      | Noorwegen        | 1    | 2      | 0     | 3      |
| 4      | Canada           | 1    | 0      | 1     | 2      |
| 5      | Verenigde Staten | 0    | 1      | 1     | 2      |
| 6      | Duitsland        | 0    | 1      | 0     | 1      |
| 6      | Slovenië         | 0    | 1      | 0     | 1      |
| 6      | Zweden           | 0    | 1      | 0     | 1      |
| 9      | Italië           | 0    | 0      | 3     | 3      |
| 9      | Oostenrijk       | 0    | 0      | 3     | 3      |
| 11     | Finland          | 0    | 0      | 2     | 2      |
| Totaal | Totaal           | 10   | 10     | 10    | 30     |